# Le Comité de la Claque
Le Comité de la Claque est un groupe d'humoristes français connu depuis 2005 pour des parodies de films et de publicités diffusées sur internet. Depuis 2010, ils réalisent et interprètent des séries et des sketches pour la télévision.

## Histoire du groupe
Le Comité de la Claque est composé de sept membres qui se sont rencontrés au cours Florent à la fin des années 1990 alors qu'ils étaient encore au lycée. Loup-Denis Elion, comédien dans la série Scènes de ménages, est entouré depuis la création du groupe par Romain Lancry, Paul-Henri de Baecque et Avril Tembouret. Ils ont été rejoints en 2008 par Tatiana Werner. Vladimir Rodionov, réalisateur, et David Tabourier, chef-opérateur, complètent l'équipe.
Leurs premières fausses pubs sont apparues en 2005 sur internet et sont rapidement devenues cultes[réf. nécessaire] (Juvamine, La barre chocolatée, Clavier Atlas). En 2006, ils sont lauréats du premier Mobile Film Festival avec leur court-métrage éponyme Le Comité de la Claque. La même année, avec Da Vinci Gode, le Comité de la Claque détourne le son de la bande-annonce du Da Vinci Code de Ron Howard et connaît son premier gros succès[réf. nécessaire].
En 2007, ils font pour la première fois la une de Dailymotion avec leur parodie de Spider-Man. Ils lancent ensuite Speed TV, un format dans lequel ils résument une émission, une série ou un film (Speed Enfoirés, Speed Lost, Speed Porno) en une minute. Ce concept est adapté à la télévision en 2010 sur TF1 dans l'émission Ca va s'Cauet de Sébastien Cauet : avec Speed Life, ils résument la vie des invités de l'émission : Gad Elmaleh, Jean Reno, François Berléand.
En 2011, NT1 diffuse leur première émission Milk-Shake TV et AB1 diffuse leur première série La Caverne.
Le 10 octobre 2011, France 4 débute la diffusion de leur série parodique Le Ciné du Comité qui compte 60 épisodes.

## Milk Shake TV
Milk Shake TV est une émission dans laquelle le Comité de la Claque pirate une chaîne de télévision. Parmi les séquences se trouvent :
- Des fausses pubs : Franck Provost, Avatartare…
- Des vidéos de Speed TV - la télé qui résume la télé : Speed Star Wars, Speed Harry Potter, Speed Années 80…
- Milk Shake TV - la télé qui remixe la télé : Un Koh-Lanta presque parfait, Qui veut épouser les Experts ?, Lost Housewives…
- Des fausses bandes-annonces : Ils reviennent, Da Vinci Gode…
- Des scènes coupées : Les 10 commandements, Avatar, Le Parrain